# Gerald Neil
Gerald Neil (Kingston, 22 agosto 1978) è un ex calciatore giamaicano, di ruolo difensore.

## Carriera

### Club
Ha sempre giocato nel campionato giamaicano.

### Nazionale
Con la maglia della nazionale giamaicana ha collezionato 18 presenze, tutte concentrate tra il 2003 (anno in cui ha anche partecipato alla CONCACAF Gold Cup) ed il 2004.

## Palmarès

### Club

#### Competizioni nazionali
- Campionato giamaicano: 2

Arnett Gardens: 2000-2001, 2001-2002